# Pražská kavárna
Pražská kavárna je pejorativní označení pro nejasně definovanou skupinu velkoměstských intelektuálů, kteří jsou veřejně aktivní a zajímají se o politiku. Má se jednat zejména o dřívější voliče ODA a Unie svobody, kteří se snaží navazovat na politiku pravdy a lásky, již prosazoval Václav Havel. Výraz kavárna odkazuje na místa setkávání intelektuálů, přičemž Praha je chápána jako symbol velkoměsta s intelektuály odtrženými od reality „běžných lidí“. Pojem poměrně často používá zejména bývalý prezident Miloš Zeman, díky čemuž se stal významnou součástí českého politického diskurzu a veřejného prostoru vůbec, včetně mnoha pokusů o jeho přesnější definici.
Hledání "správné" definice je přeceňování detailů na úkor celkového pohledu. Při hledání definice přehlížíme podstatu, kterou je anti-elitářství. Řečníkovi jde především o prohloubení pocitu odcizení mezi lidem a elitami. Pro „Lid“ jsou elity zobrazeny jako vnější nepřítel, který se vyskytuje kdesi vysoko nad normálním občanem. Vysoko nad dolními deseti miliony.
Pojem však nemusí být vnímán vždy jen negativně. Někteří aktivisté se sami označují za příslušníky pražské kavárny, a pod tímto názvem existuje i facebooková diskusní skupina. Jiné skupiny tento název od pražské kavárny odvozují, například Lumpenkavárna, což je slovo použité Milošem Zemanem v pořadu Hovory z Lán dne 2. listopadu 2014.

## Historie pojmu
Pojem začali někdy po roce 2000 používat představitelé ODS; v dnešním významu jej však zpopularizoval zejména bývalý prezident Miloš Zeman, který jím od roku 2014 označuje významnou část svých odpůrců, a jeho mluvčí Jiří Ovčáček, který jej často používal ve svých prohlášeních. V prezidentských volbách v letech 2013 a 2018 patřila Praha k baštám Zemanových hlavních protikandidátů Karla Schwarzenberga a Jiřího Drahoše.

## Politické výklady pojmu
| „                                                                             | Každý může vyjádřit svůj názor. Pouze pohrdám těmi lidmi, kteří se domnívají, že jejich názor je nadřazen. A to je právě to, čemu říkám pražská kavárna. Často, ne vždy, jsou to neúspěšní politici. Lidé, kteří odešli s ostudou z politiky – ať už to byl Jan Ruml, lžidoktor Jan Kalvoda. Proč zrovna ti mají být svědomím národa? | “ |
| — Miloš Zeman, během návštěvy Moravskoslezského kraje počátkem listopadu 2016 | |   |

| „                                                                                  | Je to skupina lidí, kteří jsou zklamáni osudem. To znamená lidí, kteří někdy něco byli, zastávali nějaké funkce, pak je ten osud vyplivl, takže dá se jim říkat bývalí – nikoli budoucí. No a tito lidé teskní po své dřívější slávě, pokud vůbec kdy nějakou měli, sepisují nějaké petice, jednu za druhou, a ty zanikají jako jepice. Nu, a když se někdy pokusili o volební boj, tak téměř vždycky prohráli. Jsou to lidé, kteří byli uskupeni v těch politických stranách, které zanikly díky neschopnosti jejich vedoucích představitelů, ať už to bylo Občanské hnutí, ať už to byla Občanská demokratická aliance a mnozí další. Jinými slovy, jsou to frustrovaní lidé, kteří vydávají nejrůznější manifesty a jejich smůla je v tom, že tyto manifesty už nikdo – kromě spřátelených médií – nečte. Když mluvím o spřátelených médiích, tak bych dokonce řekl, protože i ona, ta média, tvoří součást pražské kavárny, že jejich profilujícími kanály – a teď to nemyslím v tom pejorativním smyslu – jsou týdeník Respekt, Hospodářské noviny a Aktuálně.cz – a společným rysem těchto tří médií je, že patří Zdeňkovi Bakalovi, největšímu podvodníkovi a zlodějovi, podle mého názoru, po Viktoru Koženém, a poslední věta: Já bych se styděl brát peníze od Zdeňka Bakaly a oni je berou – pražská kavárna, toto vše je pražská kavárna. | “ |
| — Miloš Zeman, v rozhovoru s Petrem Žantovským pro Parlamentní listy v červnu 2016 | |   |

| „                                                                               | Pražská kavárna, což je takové společenství sebe se utvrzujících lidí, kteří v životě příliš mnoho nedokázali, teď asi, pokud nebude chtít pět let fňukat, že neprošel její kandidát, bude muset zavřít ústa. Zdůrazňuji, zavřít ústa. Já jsem pověstný originálním překladem anglických výrazů. Nicméně výraz 'Shut up' je natolik přeložitelný zdvořile i méně zdvořile, že ponechávám na každém, pro jaký překlad se rozhodnou. | “ |
| — Miloš Zeman, v rozhovoru s Václavem Klausem po svém znovuzvolení v lednu 2018 | |   |

| „                                     | Je to terminus technicus pro poměrně úzkou vrstvu zejména pražských umělců a intelektuálů, kteří jsou nekritickými obdivovateli Václava Havla a Karla Schwarzenberga, líbí se jim tzv. nepolitická politika, příliš nerozumí ekonomice ani mezinárodním vztahům, jsou emocionální až hysteričtí a rádi sami sebe poněkud povrchně po vzoru hollywoodských hvězd dojímají symboly jako je Tibet. | “ |
| — Jan Zahradil, podle Miroslava Macka | |   |

| „                                   | Včera se mě několik lidí ptalo, co to je ta pražská kavárna, se kterou vede válku náš bujarý prezident a kterou si berou pořad do huby i zdejší přátelé Vladimíra Putina. Kde že jako ta kavárna je a kdo tam teda chodí. Pokusil jsem se najít odpověď: Pražská (stejně jako brněnská, plzeňská, pardubická či ostravská) kavárna představuje ve zkratce všechny občany České republiky, kteří vykazují snahu po kritickém myšlení, čímž silně narušují stabilitu společnosti podle čínského vzoru. Jestliže se jezdí Miloš Zeman učit do Číny, jak zakroutit krkem každému, kdo kriticky myslí, navazuje tím na odkaz Klementa Gottwalda, který se totéž jezdil učit do Sovětského svazu. Jediný problém české kavárny je ten, že do ní nechodí celý národ. Že totiž celý národ nepoužívá v dostatečné míře kritické myšlení a volí si kryptokomunistické debily. | “ |
| — Pavel Šafr, podle Miroslava Macka | |   |

| „                                                      | Pražská kavárna, nebo též lumpenkavárna, je nálepka, kterou rádi používají Miloš Zeman i Jiří Ovčáček, když chtějí nějak souhrnně označit své oponenty. Dělají tak dojem, že proti Zemanovi protestují jen lidé z Prahy. To ale vůbec není pravda. Pražské demonstrace jsou samozřejmě největší a je skutečností, že v Praze dostal Zeman relativně málo hlasů, ale to neznamená, že mimo Prahu by ho všichni zbožňovali. V tom případě by ve volbách vyhrál mnohem výrazněji. Pokud však připustíme, že pražská kavárna existuje, není to rozhodně žádný centrálně řízený spolek s jedním vůdcem. Je to spíše společenství mnoha aktivistů a organizací, které mají různé zájmy, někdy se mezi sebou i hádají, ale spojují je společné hodnoty, jako jsou lidská práva a návaznost na myšlenky bývalého prezidenta Václava Havla. Už v roce 2014 vznikla na facebooku skupina Lumpenkavárna, ve které představitelé politických stran, ale i běžní občané denně diskutují o aktuálních politických a společenských tématech | “ |
| — Šimon Hlinovský ve své knize Očima mladého aktivisty | |   |

## Kritika pojmu
Podle sociologa Daniela Prokopa je metafora pražské kavárny nebezpečná, protože její užívání má v pozadí mocenské ambice: „Nechává vybrat, zda chcete patřit byť trochu nejasně k nám, nebo k privilegovaným snobům bez životních zkušeností.“ Podle Prokopa tak vede k umělému rozdělování společnosti. Pro rozdělení české společnosti kritizoval Otakar Foltýn zastánce „pražskokavárních“ hodnot, protože dle jeho slov dostával více kritiky od pražské kavárny než od fašistů a komunistů.